# Scolesa ocarona
Scolesa ocarona är en fjärilsart som beskrevs av William Schaus 1933. Scolesa ocarona ingår i släktet Scolesa och familjen påfågelsspinnare. Inga underarter finns listade.